# Вест-Колумбія (Техас)
Вест-Колумбія (англ. West Columbia) — місто (англ. city) в США, в окрузі Бразорія штату Техас. Населення — 3644 особи (2020).

## Географія
Вест-Колумбія розташований за координатами 29°8′31″ пн. ш. 95°38′58″ зх. д. / 29.14194° пн. ш. 95.64944° зх. д. (29.141926, -95.649452).  За даними Бюро перепису населення США в 2010 році місто мало площу 6,68 км², з яких 6,63 км² — суходіл та 0,04 км² — водойми.

## Демографія
Згідно з переписом 2010 року, у місті мешкало 3905 осіб у 1477 домогосподарствах у складі 1028 родин. Густота населення становила 585 осіб/км².  Було 1673 помешкання (251/км²).
Расовий склад населення:
| - 72,3 % — білих - 16,5 % — чорних або афроамериканців - 0,7 % — корінних американців - 0,6 % — азіатів - 6,9 % — осіб інших рас |

До двох чи більше рас належало 3,0 %. Частка іспаномовних становила 22,5 % від усіх жителів.
За віковим діапазоном населення розподілялося таким чином: 27,8 % — особи молодші 18 років, 58,9 % — особи у віці 18—64 років, 13,3 % — особи у віці 65 років та старші. Медіана віку мешканця становила 34,8 року. На 100 осіб жіночої статі у місті припадало 91,3 чоловіків;  на 100 жінок у віці від 18 років та старших — 86,1 чоловіків також старших 18 років.
Середній дохід на одне домашнє господарство  становив 50 567 доларів США (медіана — 41 905), а середній дохід на одну сім'ю — 59 819 доларів (медіана — 59 000). За межею бідності перебувало 21,1 % осіб, у тому числі 25,5 % дітей у віці до 18 років та 16,7 % осіб у віці 65 років та старших.
Цивільне працевлаштоване населення становило 1485 осіб. Основні галузі зайнятості: науковці, спеціалісти, менеджери — 20,4 %, роздрібна торгівля — 15,6 %, освіта, охорона здоров'я та соціальна допомога — 14,5 %.